# Minimális pár
A fonológiában használt minimális pár vagy minimálpár terminus két fonológiailag szembenálló elemet nevez meg. Egyik meghatározás szerint a szembenálló elemek olyan szavak, amelyek jelentését egyetlen beszédhang vagy beszédhang által hordozott prozódiai elem különbözteti meg. Egy másik szemléletben a két szembenálló elem alatt olyan beszédhangokat értenek, amelyeket egyetlen tulajdonságuk különböztet meg, például zöngésség ↔ zöngétlenség, és ezek eredményeznek minimális szópárokat.
A szavak jelentésén többnyire lexikai jelentést értenek, de lehet szó nyelvtani jelentésről is.

## Beszédhangok tulajdonságai alapján meghatározott minimális párok és sorozatok
A minimális pár fogalmát az ún. prágai nyelvészeti iskola  vezette be a fonéma fogalmával kapcsolatban, ugyanis segítségével meg lehet állapítani, hogy egy adott nyelvben mely beszédhangok ugyanakkor fonémák is, azaz jelentésmegkülönböztető beszédhangok. Egy beszédhang fonéma jellegét úgy állapítják meg, hogy olyan szavakat keresnek, amelyek jelentését egyetlen beszédhang különbözteti meg. Ezekben a beszédhangok paradigmát alkotnak, azaz egymással felcserélhetők ugyanabban a hangtani kontextusban, következésképpen fonológiai ellentétben állnak egymással, ezért fonémáknak tekintendők.
Meg lehet állapítani, hogy egy adott nyelvben a beszédhangok mely tulajdonságai állnak ellentétben minimális párokat eredményezve. Például a magyar nyelvben:
- a mássalhangzók terén:
  - zöngés ↔ zöngétlen: bor ↔ por, gép ↔ kép, vér ↔ fér, zab ↔ szab, zseb ↔ seb, faggyú ↔ fattyú;
  - rövid ↔ hosszú: szál ↔ száll, megy ↔ meggy, ad ↔ add;
  - képzés helye: part ↔ tart, bal ↔ dal (bilabiális ↔ dentális), ma ↔ na (bilabiális ↔ alveoláris);
  - képzés módja: tél ↔ szél, dörög ↔ zörög, pék ↔ fék, bér ↔ vér (zárhang ↔ réshang);
- a magánhangzók terén:
  - rövid ↔ hosszú: kor ↔ kór, irat ↔ írat, füzet ↔ fűzet, elöl ↔ elől, tör ↔ tőr;
  - veláris ↔ palatális: kor ↔ kör, ló ↔ lő, szúr ↔ szűr, túr ↔ tűr;
  - illabiális ↔ labiális: tíz ↔ tűz, tér ↔ tőr;
  - egy fokkal zártabb ↔ nyíltabb: kor ↔ kar, űr ↔ őr, szúr ↔ szór
  - kivételesen egynél több tulajdonsággal szembenállók: baj ↔ báj, kar ↔ kár (rövid, hátul képzett, ajakkerekítéses ↔ hosszú, elöl képzett, ajakréses); fel ↔ fél, ken ↔ kén (rövid, alsó nyelvállású ↔ hosszú, középső nyelvállású).

Nem minden egyetlen tulajdonsággal ellentétben álló hangpár egyben fonémapár is, mégpedig akkor nem az, ha nem képez minimális szópárt. Ilyenek például a magyarban a /j/ fonéma [ʝ] (zöngés, pl. dobj) és [ç] (zöngétlen, pl. lépj) változatai. Ezeket a fonéma allofónjainak nevezik.
A fonémák közötti ellentét nem mutatkozik meg a minimális párt képező szavak minden alakjában, bizonyos alakok hangtani kontextusa miatt. Például a /k/-ról és a /g/-ről tudvalevő, hogy a magyarban fonémapár, hiszen van fok ↔ fog minimális pár, de a fokhoz/foghoz szavakban az ellentétük semlegesedik az utánuk következő /h/ hatására, amely zöngétleníti a [g]-t, és emiatt a kiejtése neki is [k].
Azon minimális párok száma, amelyekben megvan egy bizonyos fonológiai ellentét, kisebb vagy nagyobb funkcionális súlyt ad annak az ellentétnek. Például az angolban a /p/ és a /b/ viszonylag sok minimális párban van meg, ezért ellentétüknek nagyobb funkcionális súlya van, mint például az /a/ ↔ /e/ ellentétnek, mely viszonylag kevés minimális párt különböztet meg. Több kritériuma is van ilyen mennyiségi megállapításnak, mint például az a hely a szóban, ahol megtalálható az ellentét, vagy a szavak előfordulásának gyakorisága a nyelvben.
A nyelvek fonémakészletei többé-kevésbe különböznek egymástól, egyesek között nagy eltéréseket mutatva, úgy a fonémák számát, mint a fonémákat megkülönböztető tulajdonságokat illetően. Ami fonéma egy nyelvben, az más nyelvben nem mindig az. Például az angolban a /n/ és a /ŋ/ fonémapár, mivel van olyan minimális pár, mint sin ’bűn’ ↔ sing ’énekel’, de a magyarban nem. Mindkét hang megvan ugyan, pl. a ro[n]da és so[ŋ]ka szavakban, de nem minimális párban. Az utóbbi ellentét nem megkülönböztető, nem fonológiai, hanem csak fonetikai. Hasonló az esete a hindi nyelvben és az angolban a hehezetesnek vagy aspiráltnak nevezett zárhangoknak és az aspiráció nélkül kiejtetteknek. A hindiben például a /pʰ/ és a /p/ fonémák, mivel van olyan minimális pár, mint phāl /pʰaːl/ ’kés éle’ ↔ pāl /paːl/ ’gondoz’. Az angolban is van [pʰ] (pl. a pin ’gombostű’ szóban) és [p] (pl. a spin ’pörög’ szóban), de nem minimális párban, tehát nem fonémák.
Előfordul, hogy egyazon szót képező hangsorban kettőnél több hang cserélhető fel egymással úgy, hogy az szó marad, és akkor minimális sorozatról van szó. Példák:
- (angolul) big ’nagy’ ↔ pig ’disznó’ ↔ rig ’fúrótorony’,[8] gap ’rés’ ↔ cap ’kupak’ ↔ map ’térkép’ ↔ tap ’csap’;[16]
- (franciául) cal ’bőrkeményedés’ ↔ mal ’rosszul’ ↔ pal ’karó’,[17] capot ’motroházfedél’ ↔ canot ’csónak’ ↔ calot ’sapka’ ↔ cadeau ’ajándék’ ↔ cagot ’álszent’ ↔ cabot ’kutya’ ↔ caveau ’sírbolt’ ↔ cachot ’zárka’ ↔ cageot ’ládikó’ (/ka/ + változó fonéma + /o/).[15]

## Prozódiai elemek alapján meghatározott minimális párok és sorozatok
Vannak olyan nyelvek, amelyekben nemcsak a beszédhangok tulajdonságai, hanem beszédhangok által hordozott prozódiai, azaz szupraszegmentális elemek is jelentésmegkülönböztetők, esetenként csak a utóbbiak. Ilyenek elsősorban az ún. tonális nyelvek, amelyekben a tónusnak, azaz a szótag hangmagasságának és ennek esetleges, a szótagra korlátozott változásának viszonylag nagy szerepe van a jelentésmegkülönböztetésben. Az ilyen tónust tonémának nevezték el analógia útján, a fonémát véve alapul. Ezen nyelvek között egyesekben kevesebb, másokban több tónus van. A kínai mandarin nyelv például öt hangmagassággal és négy tónussal rendelkezik. Egy olyan hangsornak, mint ma (pinjin átírással) öt jelentése van, tehát azok a szavak, amelyek ezeket hordozzák, a következő minimális sorozatot képezik:

A mandarin nyelv tónusai. Sorrendben: egyenletesen magas (ā), emelkedő (á), eső-emelkedő (ǎ), hirtelen eső (à)

- egyenletesen magas tónussal: mā ’anya’;
- emelkedő tónussal: má ’kender’;
- eső-emelkedő tónussal: mǎ ’ló’;
- hirtelen eső tónussal: mà ’szid’;
- tónus nélkül mondat végén: kérdő partikula.

A délkelet-ázsiai (Kína déli része, Vietnám és Laosz északi része) miao-yao, más néven hmong-mien tonális nyelvek családjához tartozó bunu vagy punu nevű nyelvekben nyolc a tónusok száma. 1-estől 5-ösig jegyzik a hangmagasságokat magasságuk sorrendjében, és a számok sorával a tónus változását, illetve egyenletességét. Példa minimális sorozatra ezekben a nyelvekben: cu33 ’együtt’ ↔ cu22 ’az utolsó’ ↔ cu12 ’híd’ ↔ cu43 ’bor, alkohol’ ↔ cu42 ’rend’ ↔ cu31 ’kampó’ ↔ cu21 ’éppen’ ↔ cu231 ’aszály’.
Olyan nyelvek is vannak, amelyek nem tonálisak, de van bennük korlátozott mértékben jelentésmegkülönböztető funkciója a tónusnak. Ilyenek például a svéd és a norvég. Ezekben lehetséges tónus által meghatározott minimális pár, ha a szavak legalább kétszótagúak. A „magasabb tónus az első szótagon, mint a másodikon ↔ magasabb tónus a második szótagon, mint az elsőn” ellentét által meghatározott minimális párok a svédben például:
- buren ’a ketrec, a kalitka’ ↔ buren ’vitt, viselt’ (melléknévi igenév);
- tanken ’a tank’ ↔ tanken ’a gondolat’;
- komma ’vessző’ (írásjel) ↔ komma ’jönni’.

A közép-délszláv diarendszer nyelveiben a hangsúly egyszerre erősségi és zenei, azaz közrejátszik benne a nyomaték és a tónus, de még a szótagmag időtartama is. Ezek szerint megkülönböztetnek négyféle hangsúlyt:
- hosszú ereszkedő: zlȃto ’arany’;
- hosszú emelkedő: rúka ’kéz’;
- rövid ereszkedő: kȕća ’ház’;
- rövid emelkedő: žèna ’nő, asszony’.

Ezekben a nyelvekben vannak a lexikai jelentést tekintve:
- beszédhangok ellentétén alapuló minimális párok: /pȃd/ ’esés’ ↔ /rȃd/ ’munka’, /zȏb/ ’zab’ ↔ /zȗb/ ’fog’ (testrész):
- hangsúlytípusok ellentétén alapulók: /grȁd/ ’jégeső’ ↔ /grȃd/ ’város’, /lȕk/ ’hagyma’ ↔ /lȗk/ ’íj’, /kȕpiti/ ’gyűjteni’ ↔ /kúpiti/ ’venni, vásárolni’, /tȅk/ ’alig’ (időre vonatkozó) ↔ /tȇk/ ’étvágy’.[11]

A hangsúlytípus megkülönböztethet csupán grammatikai jelentést is [/sèla/ ’a falunak’ (egyes szám birtokos eset) ↔ /sȅla/ ’falvak’ (többes szám alanyeset), /jȅdra/ ’a vitorlának’ (egyes szám birtokos eset) ↔ /jèdra/ (többes szám alanyeset)], vagy egyszerre lexikai és grammatikai jelentést: /róda/ ’gólya’ (egyes szám alanyeset) ↔ /rȍda/ ’a nemnek’ (egyes szám birtokos eset), /lȗka/ ’a hagymának’ (egyes szám birtokos eset) ↔ /lúka/ ’kikötő’ (hajóké) (egyes szám alanyeset).
A hangsúlytalan magánhangzók időtartama is lehet megkülönböztető, de csak grammatikai jelentésé: /slȋkē/ ’a képnek’ (egyes szám birtokos eset – hosszú ē-vel) ↔ /slȋke/ ’képek’ (többes szám alanyeset, rövid e-vel), /pòjedē/ ’megeszi(k)’ (kijelentő mód jelen idő) ↔ /pòjede/ ’megevett/megette’ (aorist).
Azokban a nyelvekben, amelyekben a hangsúly erősségi és nem kötött, a hangsúly helyének van olykor jelentésmegkülönböztető szerepe. Az angolban példa erre permit [pəʳˈmɪt] ’megengedni’ ↔ permit [ˈpɜːʳmɪt] ’engedély’, a románban pedig:
- minimális párok:[22]

acele [ˈat͡ʃele] ’a tűk’ ↔ acele [aˈt͡ʃele] ’azok’ (nőnem);
veselă [ˈveselə] ’vidám’ (nőnem) ↔ veselă [veˈselə] ’edények’;
copii [ˈkopiʲ] ’másolatok’ ↔ copii [koˈpiʲ] ’gyerekek’;
umblă [ˈumblə] ’jár’ ↔ umblă [umˈblə] ’járt’ (egyszerű múlt);
- minimális sorozat: mobilă [ˈmobilə] ’bútor’ ↔ mobilă [moˈbilə] ’mozdítható’ (nőnem) ↔ mobilă [mobiˈlə] ’bebútorozott’ (egyszerű múlt).

Az első igeragozási osztályhoz tartozó ún. szuffixum nélküli igék esetében, mint amilyenek a fenti a umbla ’járni’ és a mobila ’bebútorozni’, általános szabály az, hogy csak a hangsúly helye különbözteti meg egyes szám 3. személyben az egyszerű múlt időt a jelen időtől.

## Kapcsolódó szócikk
- Fonéma